# Temple d'Ezbet Rushdi
Le temple d'Ezbet Rushdi de l'Égypte antique est découvert près du village d'Ezbet Rushdi el-Saghira — lui-même juste au nord de Tell el-Dab'a, anciennement Avaris — et date de la XIIe dynastie. Shehata Adam fouille pour la première fois le temple en 1951 en travaillant pour le Conseil suprême des antiquités égyptiennes. Le temple est de nouveau fouillé en 1996 par une mission autrichienne sous Manfred Bietak.

## Description
Le complexe du temple a une disposition typique des temples du Moyen Empire. Il mesure 31 × 41,5 m et est construit en briques crues. Selon le premier archéologue Shehata Adam, le temple est construit par le roi Amenemhat Ier ; une stèle trouvée ici date du roi Sésostris III et il semble probable que ce dernier agrandit le temple pendant son propre règne.
Cependant, les fouilles autrichiennes révèlent qu'une colonie plus ancienne s'étend sous le temple. Elle peut être datée à la première moitié de la XIIe dynastie grâce aux poteries. Le temple lui-même reçoit une nouvelle date de construction à cette période, plus probablement à l'an 5 de Sésostris III, comme l'indique la stèle susmentionnée. L'entrée se trouve du côté nord, là où les murs sont plus solides et il semble qu'ils formaient un pylône en brique. L'entrée est à un moment encadrée par des dalles de calcaire inscrites. 
Le temple se trouve dans une cour ouverte. Du côté ouest, derrière la porte principale, il y a un petit temple, tandis que le principal est en face de l'entrée nord. Derrière l'entrée du temple proprement dit se dresse une cour avec huit colonnes. Quelques bases de colonnes en pierre y sont trouvées. À l'est et à l'ouest de cette cour se trouvent de chaque côté deux chambres plus petites, tandis que du côté sud se trouvent trois chapelles de culte. Ce temple est placé dans un complexe plus vaste. Du côté est, des vestiges de bâtiments de stockage et administratifs sont mis au jour.
Plusieurs statues de hauts fonctionnaires et de rois sont trouvées dans le temple.